# Bernhard Müller

Bernhard Müller

Bernhard Müller (Reichenbach im Kandertal, 16 april 1931 - 26 mei 2020) was een Zwitsers politicus en ontwikkelingsexpert.
Müller studeerde natuurwetenschappen en economie in Bern, Zürich en Bazel. Van 1962 tot 1965 was hij leider van de Zwitserse ontwikkelingsprojecten in Nepal en daarnaast in Tibet, China en India. Van 1966 tot 1974 was hij afdelingshoofd van de afdeling Milieu op het Departement Transport, Communicatie en Energie. In dezelfde periode was hij ook gedelegeerde van de Bondsraad (dat wil zeggen de federale regering) bij de Organisatie voor Economische Samenwerking en Ontwikkeling (OECD), de Voedsel- en Landbouworganisatie van de Verenigde Naties (FAO) en de Raad van Europa. Van 1972 tot 1973 had hij een leeropdracht bij de ETH Lausanne. 
Müller was lid van de Zwitserse Volkspartij (SVP). Van 1974 tot 1990 was hij lid van de Regeringsraad van het kanton Bern. Hij beheerde het departement Economische Zaken. Van 1 juni 1977 tot 31 mei 1978 en van 1 juni 1987 tot 31 mei 1988 was hij voorzitter van de Regeringsraad (dat wil zeggen regeringsleider) van het kantons Bern. Van 1979 tot 1987 was hij lid van de Nationale Raad (tweede kamer Bondsvergadering). 
Müller was ook voorzitter van het Zwitserse Toerisme Verband en de Zwitserse Visserijbond. Vanaf 1990 was hij werkzaam als freelance schrijver en ontwikkelingsexpert in Nepal, Tibet en China. In 2006 werd hij ereburger van Nepal.